# Blue Byte Mainz
Blue Byte Mainz (voorheen Related Designs Software GmbH) is een in Mainz, Duitsland gevestigd computerspelbedrijf, opgericht in januari 1995 door Thomas Pottkämper, Burkhard Ratheiser, Thomas Stein en Jens Vielhaben.

## Geschiedenis
In de beginperiode werkte het bedrijf aan computerspellen met een middenmoot prijs. Na ervaring opgedaan te hebben met deze kleinere spellen, ontwikkelden ze America: No peace beyond the line voor de Duitse uitgever Data Becker. In 2003 volgden Castle Strike en No Man's Land: Fight for your Rights!, beide real-time strategy spellen. Samen met Sunflowers heeft Related Designs gewerkt aan het derde deel in de Anno serie, namelijk Anno 1701, eveneens een real-time strategy spel. Samen met Blue Byte en Ubisoft volgde in 2009 het vierde deel, Anno 1404.
In 2007 kocht Ubisoft 30% van de aandelen van het bedrijf, waarna in april 2013 de laatste 70% werd gekocht wat het bedrijf een volledig dochteronderneming van Ubisoft maakte. In juni 2014 werd Related Design een divisie van Ubisoft Blue Byte en hernoemd naar Blue Byte Mainz.

## Spellen
Hieronder volgen de spellen die Related Designs heeft ontwikkeld:
| Jaar | Spel                                             | Platform | Genre                  |
| ---- | ------------------------------------------------ | -------- | ---------------------- |
| 1996 | Plastic City                                     | MS-DOS   | Platformspel           |
| 1996 | Aro & Elmi                                       | MS-DOS   | Platformspel           |
| 1997 | Fantasy Forest                                   | MS-DOS   | Platformspel           |
| 1998 | 3D-Minigolf                                      | PC       | Sport                  |
| 1998 | Pirateninsel                                     | PC       | Puzzel                 |
| 1999 | komm-fruehstuecken                               | Online   | Actie                  |
| 1999 | Rocket Flipper                                   | Online   | Pinball                |
| 2000 | Scooter                                          | Online   | Actie                  |
| 2000 | Sylvester                                        | Online   | Actie                  |
| 2000 | Rodeln                                           | Online   | Actie                  |
| 2000 | Freddy Schlaumaus' großes Spiel- und Bastelpaket | PC       | Software voor kinderen |
| 2000 | Fußball                                          | PC       | Sport                  |
| 2000 | Gambas League                                    | Online   | Sport                  |
| 2000 | Dschungel                                        | Online   | Platformspel           |
| 2000 | Shooter                                          | Online   | Shoot 'em up           |
| 2000 | America: No peace beyond the line                | PC       | Real-time strategy     |
| 2003 | No Man's Land: Fight for your Rights!            | PC       | Real-time strategy     |
| 2003 | Castle Strike                                    | PC       | Real-time strategy     |
| 2006 | Anno 1701                                        | PC       | Real-time strategy     |
| 2009 | Anno 1404                                        | PC       | Real-time strategy     |
| 2011 | Anno 2070                                        | PC       | Real-time strategy     |
| 2014 | Might & Magic Heroes Online                      | PC       | Strategiespel/RPG      |
| 2015 | Anno 2205                                        | PC       | Real-time strategy     |
| 2018 | Anno 1800                                        | PC       | Real-time strategy     |